# Edvard Brink
Edvard Brink, född 1883, död 1970, var en dansk kompositör, musiker och kapellmästare. Till hans mest bekanta kompositioner hör revyschlagern "En lille rystedans", på svenska känd som Jazzgossen.
Brink ligger begraven på Frederiksbergs äldre kyrkogård.

## Filmmusik i urval
- 1951 – Greve Svensson